# France Bezjak
France Bezjak, slovenski profesor matematike in fizike, * 23. januar 1909, Rotman, † 29. januar 1990, Maribor.
Bezjak je leta 1933 diplomiral iz matematike in fizike na filozofski fakulteti v Ljubljani. Od leta 1934 do 1960 je poučeval matematiko na gimnazijah v Sinju, Mariboru in Užicu, nato je od leta 1960 do 1980 kot izredni profesor predaval matematiko na Višji tehniški šoli v Mariboru. Leta 1975 je napisal in izdal učbenik Matematika in Osnove diferencialnega in integralnega računa, ki je pozneje izšel še v več izdajah.